# 氯化亚铬
氯化亚铬是一种无机化合物，化学式 CrCl2(H2O)n。无水的氯化亚铬是一种白色固体，但因为有杂质而变成灰绿色。氯化亚铬的四水合物 Cr(H2O)4Cl2是一种亮蓝色的固体。氯化亚铬没有商业用途，但已在实验室有规模的用于合成其他铬配合物。

## 制备
CrCl2 可以由氯化铬在500 °C被氢气还原而成:
2 CrCl3 + H2 → 2 CrCl2 + 2 HCl
或通过电解而成。
小规模合成氯化亚铬可以由LiAlH4，锌或其他还原剂还原 CrCl3而成：
4 CrCl3 + LiAlH4 → 4 CrCl2 + LiCl + AlCl3 + 2 H2
2 CrCl3 + Zn → 2 CrCl2 + ZnCl2
CrCl2 也可以由醋酸亚铬和氯化氢化合而成：
Cr2(OAc)4  +  4 HCl → 2 CrCl2 + 4 AcOH

## 反应
Cr3+ + e- ⇌ Cr 2+的还原电位为-0.41。由于在酸性条件下H+还原为H2的电势为+0.00，因此亚铬离子具有足够的电势将酸还原为氢，尽管没有催化剂就不能反应。